# Soneto 136
| «» Soneto 136 |
| --- |
| If thy soul check thee that I come so near, Swear to thy blind soul that I was thy “Will,” And will, thy soul knows, is admitted there; Thus far for love, my love-suit, sweet, fulfil. “Will” will fulfil the treasure of thy love, Ay, fill it full with wills, and my will one. In things of great receipt with ease we prove Among a number one is reckon’d none: Then in the number let me pass untold, Though in thy store’s account I one must be; For nothing hold me, so it please thee hold That nothing me, a something sweet to thee: Make but my name thy love, and love that still, And then thou lov’st me, for my name is “Will.” |
| –William Shakespeare |

Soneto 136 é um dos 154 Sonetos de Shakespeare. Ele complementa o Soneto 135 na dupla chamada de sonetos "Will", onde aparece um grau de sexualidade não visto na maioria dos seus sonetos.

## Estrutura
Como a grande maioria dos sonetos construídos por William Shakespeare, ele se apresenta como um soneto inglês, onde o esquema rímico apresenta uma divisão em 3 quartetos e um dístico. É todo construído em versos decassílabos, em ritmo de pentâmetro iâmbico.

## Análise
Junto com o Soneto 135, este soneto é conhecido como um dos Sonetos "Will". Eles são destacados por sua natureza obscena e humor autodepreciativo por parte do locutor. Os dois sonetos usam a palavra "Will" de maneiras distintas. A primeira referência é a William Shakespeare como o locutor do poema, a segunda é representativa dos desejos ou vontades de uma pessoa; e também carrega o sentido de um desejo sexual.
Neste soneto o poeta continua a implorar um lugar entre os amantes da Dark Lady.

## Traduções

### Tradução deThereza Christina da Motta
A tradutora opta por fazer uma tradução mais literal do soneto, sem se deter nos detalhes técnicos de métrica, ritmo e rima.
Se tua alma te impede que eu me aproxime,

Jura à tua cega alma que sou teu Will,

E o desejo, tua alma sabe, aqui cabe;

Pois o meu amor preenche a minha doçura.

Will preencherá o tesouro do teu amor,

Sim, encherá até a boca, e apenas com o meu desejo.

Naquilo que aceitamos, logo comprovamos

Somente o que preferimos.

Assim, entre vários, passo despercebido,

Embora eu seja único para ti;

Pois nada me detém, então, não me impeças

Que eu seja doce e gentil para ti.

Ama apenas o meu nome, e o amor que ele contém,

E assim me amas, pois meu nome é Will.

### Tradução deMilton Lins
Como ocorrido no Soneto 135, neste soneto o tradutor apresentou um soneto em versos dodecassílabos alexandrinos. O esquema rímico, no entanto, segue o esquema do soneto inglês, de três quartetos e um dístico.
Se tua alma te diz que eu vim para bem perto,

Jura a tua alma cega - o teu WILL eu sou.

E WILL, ela bem sabe, é candidato certo;

Distante assim do amor, preencho o que restou.

WILL preencherá os bens do teu amor,

Preenche com WILLS o meu WILL sem par,

Em coisas da razão, é fácil se dispor;

Havendo um tema só, nenhum se vai contar.

Entre um motivo então, eu passo mal contado,

Enquanto entre os teus bens eu sou número um;

Pois nada me mantém, se ficas ao meu lado.

Um nada para mim é para ti comum.

Faz do meu nome - amor, amor do que consome,

Depois me amarás - pois é WILL meu nome.

### Tradução de José Arantes Junior
Este tradutor seguiu o esquema rímico do autor no soneto: ABAB CDCD EFEF GG, como um soneto inglês. Mas não o seguiu no ritmo nem na métrica, preferindo dar-lhe um aspecto plástico, com 36 caracteres em cada verso, que lhe mostram a forma, quando utilizada uma fonte monoespaçada. Aqui ele optou em traduzir os "Will" por "desejo", até quando o poeta se identificou como Will.
Se te oprimes quando estou por perto

Diga a tua alma que sou o teu desejo,

E, desejo, ela conhece bem por certo

E o meu valor se ajusta neste ensejo;

Desejo encherá o tesouro do teu amor

Encherá de desejos e meu desejo é um,

Nas grandes somas é algo conciliador

Que o número um não tem efeito algum;

Como número, deixa-me ser incontável

Embora eu seja um pela contabilidade,

E não me prenda por nada imensurável

Eu sou o nada de tua indivisibilidade;

Meu nome é teu amor e amor eu almejo,

O amor me ama pois meu nome é desejo.

### Tradução dePaulo Camelo
O tradutor optou por seguir o esquema original de soneto inglês, com seu esquema rímico e o ritmo em pentâmetro iâmbico, preconizado por William Shakespeare na maioria de seus sonetos, e neste soneto em particular, acrescentando-lhe o ritmo holístico para lhe dar mais fluidez.
Se o teu viver não quer me ver por perto

e não consegue ver que eu sou Will,

mantém o meu desejo em ti, decerto,

e o meu amor preenche o que não viu.

Trará Will fortuna a esse amor,

que deixa a boca plena de desejo.

E, se aceitamos, poderemos pôr

de preferência tudo que em ti vejo.

Enquanto eu passo assim despercebido,

embora eu seja um único pra ti,

mais nada me detém; não dês ouvido,

e um ser gentil e doce eu já me vi.

Que vejas no meu nome o amor gentil;

sei que amarás, pois serei teu Will.